# Super Bowl XXXI
Match précédent Match suivant
Le Super Bowl XXXI est l'ultime partie de la saison 1996 de la NFL de football américain (NFL). Le match s'est joué le 26 janvier 1997 au Louisiana Superdome de La Nouvelle-Orléans, Louisiane.
Elle oppose les Packers de Green Bay aux Patriots de la Nouvelle-Angleterre pour un score de 35 à 21.
Ce match marque la treizième victoire consécutive d'une équipe issue de la NFC (National Football Conference).

## Le match
| Score                              | Q1 | Q2 | Q3 | Q4 | Total |
| Patriots de la Nouvelle-Angleterre | 14 | 0  | 7  | 0  | 21    |
| Packers de Green Bay               | 10 | 17 | 8  | 0  | 35    |

### Résumé
- Premier quart-temps :
  - GB : Touchdown de Andre Rison par Brett Favre de 54 yards (transformation de Chris Jacke), 11:28 : Patriots 0 - Packers 7
  - GB : Field goal de Chris Jacke de 37 yards, 8:42 : Patriots 0 - Packers 10
  - NE : Touchdown de Keith Byars par Drew Bledsoe de 1 yard (transformation de Adam Vinatieri), 6:35 : Patriots 7 - Packers 10
  - NE : Touchdown de Ben Coates par Drew Bledsoe de 4 yards (transformation de Adam Vinatieri), 2:33 : Patriots 14 - Packers 10
- Deuxième quart-temps :
  - GB : Touchdown de Antonio Freeman par Brett Favre de 81 yards (transformation de Chris Jacke), 14:04 : Patriots 14 - Packers 17
  - GB : Field goal de Chris Jacke de 31 yards, 8:15 : Patriots 14 - Packers 20
  - GB : Touchdown de Brett Favre, course de 2 yards (transformation de Chris Jacke), 1:11 : Patriots 14 - Packers 27
- Troisième quart-temps :
  - NE : Touchdown de Curtis Martin, course de 18 yards (transformation de Adam Vinatieri), 3:27 : Patriots 21 - Packers 27
  - GB : Touchdown de Desmond Howard, retour de kickoff de 99 yards (passe de Brett Favre à Mark Chmura, transformation de deux points réussie), 3:10 : Patriots 21 - Packers 35
- Quatrième quart-temps :
  - (aucun point marqué)

## Titulaires
| Nouvelle-Angleterre | Postes | Green Bay         |
| ------------------- | ------ | ----------------- |
| Attaque             |        |                   |
| Shawn Jefferson     | WR     | Antonio Freeman   |
| Bruce Armstrong     | LT     | Bruce Wilkerson   |
| William Roberts     | LG     | Aaron Taylor      |
| Dave Wohlabaugh     | C      | Frank Winters     |
| Todd Rucci          | RG     | Adam Timmerman    |
| Max Lane            | RT     | Earl Dotson       |
| Ben Coates          | TE     | Mark Chmura       |
| Terry Glenn         | WR     | Andre Rison       |
| Drew Bledsoe        | QB     | Brett Favre       |
| Curtis Martin       | RB     | Edgar Bennett     |
| Keith Byars         | FB     | William Henderson |
| Défense             |        |                   |
| Ferric Collons      | DE     | Reggie White      |
| Mark Wheeler        | DT     | Santana Dotson    |
| Pio Sagapolutele    | DT     | Gilbert Brown     |
| Willie McGinest     | DE     | Sean Jones        |
| Chris Slade         | LB     | Wayne Simmons     |
| Ted Johnson         | LB     | Ron Cox           |
| Todd Collins        | LB     | Brian Williams    |
| Ty Law              | CB     | Craig Newsome     |
| Otis Smith          | CB     | Doug Evans        |
| Lawyer Milloy       | SS     | LeRoy Butler      |
| Willie Clay         | FS     | Eugene Robinson   |